# Ilattia undulifera
Ilattia undulifera là một loài bướm đêm trong họ Noctuidae.